# 约翰·布赖森
约翰·布赖森（英語：John Edgar Bryson，1943年7月24日—2025年5月13日）是第37任美国商务部长。他以前是Edison International公司的主席、首席执行官和总裁。

## 早年与教育
1961年他毕业于波特兰的 Cleveland High School 。1965年获得斯坦福大学的学士学位，1969年获得耶鲁大学法学院的法律博士。

## 职业
1970年他与其他几名耶鲁大学法学院的毕业生一起创建了自然資源保護委員會，并担任该组织的法律顾问。
1976-79年，他担任加州水資源控制委員會主席；1979-82年，他担任加州公用事业委员会主席。
从1990年到2008年7月31日，他一直担任Edison International的总裁，之后由Ted Craver接替他。
他是波音公司、W. M. Keck Foundation和华特迪士尼公司的董事。此外，他也曾在许多教育、环保和其他公益的组织效力，比如担任California Business Roundtable主席、斯坦福大学董事、加州理工学院董事、Pacific Council on International Policy联合主席之一和Public Policy Institute of California主席。

### 商务部长
2011年5月31日，奥巴马提名布赖森为商务部长人选，以接替将任美國驻华大使的骆家辉。2011年10月20日，美国参议院以74票赞成26反对的结果通过这一任命，10月21日正式上任。